# Camponotus humerus
Camponotus humerus är en myrart som beskrevs av Wang och Wu 1994. Camponotus humerus ingår i släktet hästmyror, och familjen myror. Inga underarter finns listade.